# Manuela Arcanjo
Maria Manuela de Brito Arcanjo Marques da Costa (ur. 12 kwietnia 1954 w Almadzie) – portugalska ekonomistka i wykładowczyni akademicka, w latach 1999–2001 minister zdrowia.

## Życiorys
W 1978 ukończyła studia ekonomiczne na uczelni Instituto Superior de Ciências do Trabalho e da Empresa. W 1992 doktoryzowała się w tej dziedzinie w instytucie gospodarki i zarządzania ISEG w ramach Universidade Técnica de Lisboa. Zawodowo związana z ISEG jako wykładowczyni akademicka, weszła w skład rady wydziału ekonomicznego.
W latach 1995–1998 pełniła funkcję sekretarza stanu w resorcie finansów, odpowiadając za sprawy budżetu. W październiku 1999 została ministrem zdrowia w drugim rządzie Antónia Guterresa. Urząd ten sprawowała do lipca 2001. Powróciła następnie do działalności akademickiej.